# Lijst van beschermd erfgoed in Gouvy
Onderstaande tabel geeft een overzicht van de beschermde erfgoederen in de gemeente Gouvy. Het beschermd erfgoed maakt deel uit van het cultureel erfgoed in België.
| Object | Bouwjaar/architect | Deelgemeente | Adres                    | Coördinaten                   | Nummer?                | Afbeelding |
| --- | ------------------ | ------------ | ------------------------ | ----------------------------- | ---------------------- | --- |
| Parochiekerk Sint-Pieter (M) |                    | Beho         |                          | 50° 13' 14" NB, 5° 59' 50" OL | 82037-CLT-0001-01 Info | Parochiekerk Sint-Pieter (M) |
| Kapel van Sint-Hubertus en Sint-Antonius (M) ensemble van de kapel, de begraafplaats en het rotsachtige voorgebergte aan de weg en de rivier naar het zuiden en westen (S)                                                                                                   |                    | Beho         | Wathermal                | 50° 10' 46" NB, 5° 58' 48" OL | 82037-CLT-0002-01 Info | Kapel van Sint-Hubertus en Sint-Antonius (M) ensemble van de kapel, de begraafplaats en het rotsachtige voorgebergte aan de weg en de rivier naar het zuiden en westen (S) |
| Ensemble van de Sint-Martinuskapel en de omliggende terreinen (S) |                    | Bovigny      |                          | 50° 13' 16" NB, 5° 56' 44" OL | 82037-CLT-0003-01 Info | |
| Parochiekerk Sint-Vincentius (M) |                    | Cherain      |                          | 50° 10' 51" NB, 5° 51' 55" OL | 82037-CLT-0004-01 Info | Parochiekerk Sint-Vincentius (M) |
| Kerkhofmuren van de Sint-Vincentiuskerk (M) gebouwen aan het Place de Cherain (architecturaal geheel) ensemble van de gebouwen en omliggende terreinen, met inbegrip van de begraafplaats (S)                                                                                |                    | Cherain      |                          | 50° 10' 52" NB, 5° 51' 55" OL | 82037-CLT-0006-01 Info | |
| Hoeve Scheurette (M) |                    | Limerlé      | Rue de l'Eglise 3        | 50° 11' 6" NB, 5° 56' 33" OL  | 82037-CLT-0007-01 Info | |
| Orgel van de Sint-Pieter en -Pauluskerk (M, PEX) |                    | Limerlé      | Steinbach                | 50° 8' 41" NB, 5° 54' 6" OL   | 82037-CLT-0008-01 Info | |
| Kasteel van Steinbach (M) |                    | Limerlé      | Steinbach                | 50° 8' 43" NB, 5° 54' 10" OL  | 82037-CLT-0010-01 Info | Kasteel van Steinbach (M) |
| "La Croix" gelegen aan de oude weg naar Salm (M) |                    | Limerlé      |                          | 50° 11' 13" NB, 5° 56' 22" OL | 82037-CLT-0011-01 Info | |
| Kapel Onze-Lieve-Vrouw van Lourdes (M) ensemble van de kapel en haar omgeving (S) |                    | Montleban    | Baclain                  | 50° 11' 31" NB, 5° 51' 50" OL | 82037-CLT-0013-01 Info | |
| Watermolen (gevels, daken en ruimtes met machinerie), mandenmakerij Beaupain (gevels en daken), de oude brug van de molen, het bereik van de molen, inclusief de kleppen, de waterval, het wiel, de afsluittunnel te Cierreux (M) ensemble van dit gebouw en de omgeving (S) |                    | Bovigny      | Cierreux                 | 50° 14' 34" NB, 5° 55' 20" OL | 82037-CLT-0014-01 Info | |
| Pastorie van de Sint-Martinusparochie (M) |                    | Bovigny      |                          | 50° 13' 29" NB, 5° 55' 4" OL  | 82037-CLT-0017-01 Info | Pastorie van de Sint-Martinusparochie (M) |
| Kerkhofmuren en wegje (M) ensemble van het kerkhof en het wegje rond de Sint-Pieterskerk (S) |                    | Beho         |                          | 50° 13' 14" NB, 5° 59' 49" OL | 82037-CLT-0018-01 Info | |
| Toren van de Sint-Martinuskerk en kerkhofmuren (M) ensemble van kerk, kerkhof en omgeving (S) |                    | Bovigny      |                          | 50° 13' 29" NB, 5° 55' 5" OL  | 82037-CLT-0019-01 Info | Toren van de Sint-Martinuskerk en kerkhofmuren (M) ensemble van kerk, kerkhof en omgeving (S)                                                                              |
| Kasteelhoeve van Sterpigny: gevels, daken en het oude wegkruis (M) ensemble van de kasteelhoeve en haar omgeving (S) |                    | Cherain      | Sterpigny                | 50° 11' 5" NB, 5° 53' 2" OL   | 82037-CLT-0021-01 Info | Kasteelhoeve van Sterpigny: gevels, daken en het oude wegkruis (M) ensemble van de kasteelhoeve en haar omgeving (S)                                                       |
| Zuidelijk deel van de schuur van de kasteelhoeve te Sterpigny (M) uitbreiding van de beschermde site van de kasteelhoeve (S) |                    | Cherain      | Sterpigny                | 50° 11' 4" NB, 5° 53' 3" OL   | 82037-CLT-0022-01 Info | Zuidelijk deel van de schuur van de kasteelhoeve te Sterpigny (M)uitbreiding van de beschermde site van de kasteelhoeve (S)                                                |
| Kasteelhoeve van Mesnil: gevels, daken en voorportaal (M) ensemble van deze gebouwen en de omliggende terreinen (S) |                    | Limerlé      | Rue du Centre, Steinbach | 50° 8' 48" NB, 5° 54' 14" OL  | 82037-CLT-0025-01 Info | |
| Huis Caprasse: exterieur, interieur, afhankelijkheden (M) ensemble van deze gebouwen en de omliggende terreinen (S) |                    | Cherain      |                          | 50° 10' 42" NB, 5° 51' 29" OL | 82037-CLT-0026-01 Info | |
| Sint-Rochuskapel in totaliteit (M) |                    | Cherain      | Renglez                  | 50° 10' 3" NB, 5° 53' 5" OL   | 82037-CLT-0028-01 Info | |
| Noordvleugel kasteel van Steinbach (M) |                    | Limerlé      | Steinbach                | 50° 8' 43" NB, 5° 54' 10" OL  | 82037-CLT-0030-01 Info | |